# Cappella della Santa Croce (Comano Terme)
La cappella della Santa Croce è una piccola chiesa sussidiaria vicino a Poia, frazione di Comano Terme, in Trentino. Risale al XVII secolo.

## Storia

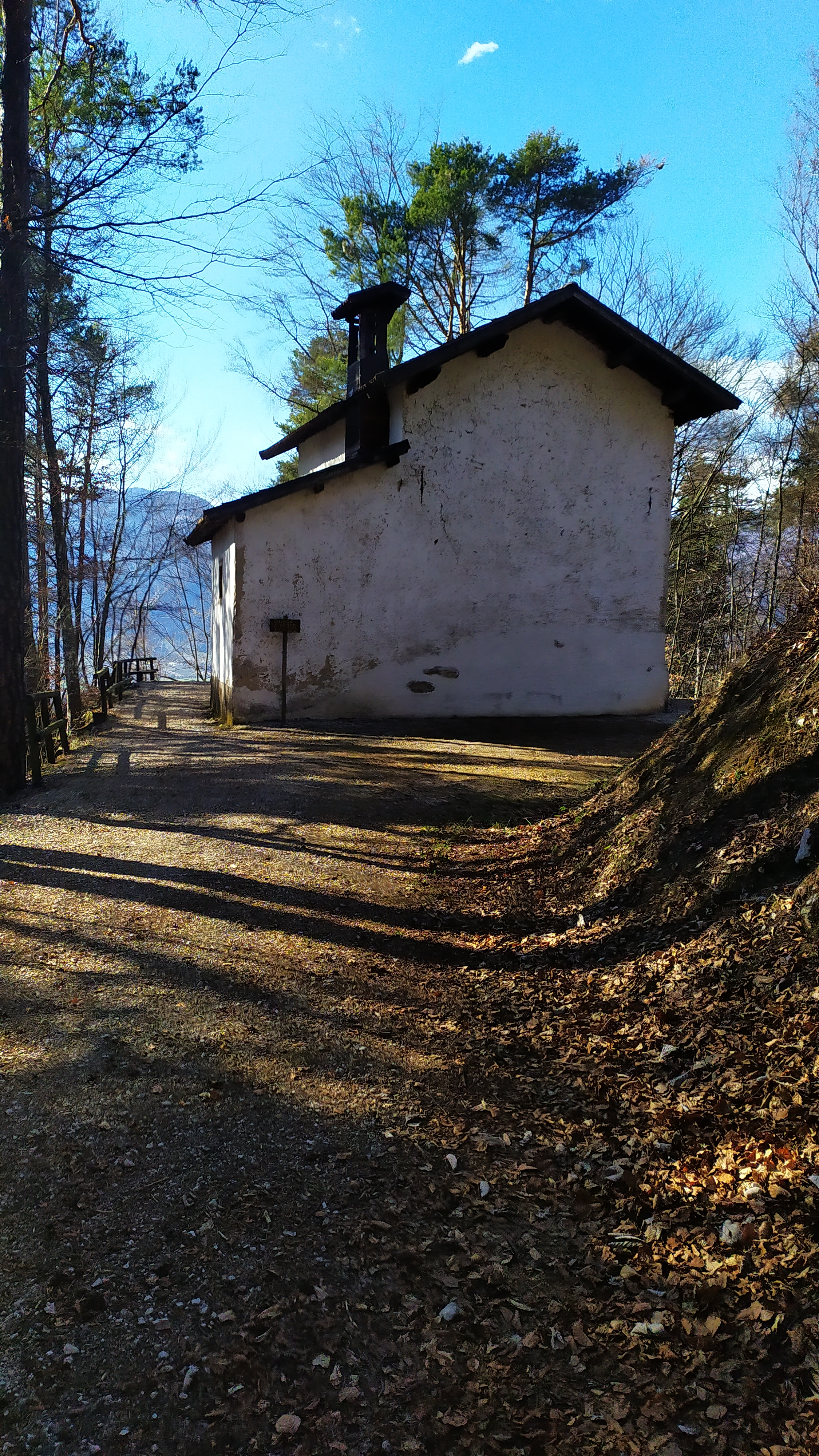
Immagine della zona absidale della cappella di Santa Croce.

La piccola chiesa viene citata per la prima volta nel XVII secolo in un testamento redatto a Godenzo nel 1632 che lasciava disposizioni per l'edificazione in loco di una piccola chiesa dedicata a Santa Croce al dos da loret. La costruzione venne realizzata entro il 1671.
Attorno alla metà del XVIII secolo venne adornata stucchi ed affreschi quindi, nel 1700, venne benedetta.
Nella seconda metà del XX secolo si effettuarono lavori alle coperture e alla fine dello stesso secolo fu oggetto di altri interventi.

## Descrizione

### Esterno
Posizionata in un'area boschiva alle pendici del monte che domina Poia, la cappella è a pianta rettangolare.
La facciata a capanna è semplice, con due spioventi. Il portale architravato ha due piccole finestre ai lati. Al centro del prospetto, in alto, è presente una grande croce.

### Interno
L'interno è a navata unica ed il presbiterio è leggermente rialzato. La volta e le pareti laterali sono decorate con altorilievi a stucco.